# Isamu Sonoda
Isamu Sonoda (Yanagawa, 4 november 1946) is een Japans voormalig judoka. Sonoda werd in 1969 wereldkampioen judo. Zijn grootste succes behaalde hij zeven jaar later met het winnen van olympisch goud in Montreal.

## Resultaten
- Gouden medaille in het middengewicht op de Wereldkampioenschappen judo 1969 in Mexico-stad
- Zilveren medaille in het middengewicht op de Wereldkampioenschappen judo 1973 in Lausanne
- Goud op de Olympische Zomerspelen 1976 in Montreal in het middengewicht

1964: Isao Okano ·
1972: Shinobu Sekine ·
1976: Isamu Sonoda ·
1980: Jürg Röthlisberger ·
1984: Peter Seisenbacher ·
1988: Peter Seisenbacher ·
1992: Waldemar Legień ·
1996: Jeon Ki-Young ·
2000: Mark Huizinga ·
2004: Zoerab Zviadaoeri ·
2008: Irakli Tsirekidze · 
2012: Song Dae-nam · 
2016: Mashu Baker · 
2020: Lasja Bekaoeri · 
2024: Lasja Bekaoeri